# Martin Wetterling
Per Martin Theodor Wetterling, född 6 augusti 1848 i Ökna församling , Jönköpings län, död 12 januari 1931 i S:t Laurentii församling, Östergötlands län, var en svensk präst.

## Biografi
Martin Wetterling föddes 1848 i Ökna församling. Han var son till hemmansägaren Gustaf Isaksson Wetterling och Christina Carolina Eriksson på Mösshult. Wetterling studerade i Eksjö och Linköping. Han blev höstterminen 1871 student vid Uppsala universitet, samt medlem i Östgöta nation, Uppsala. Wetterling avlade 30 januari 1875 teoretisk teologieexamen, 14 december 1875 praktisk teologieexamen och fick 16 juni 1875 infödingsrätt i Linköpings stift. Han prästvigdes 3 februari 1876 och blev 12 maj 1879 komminister i Svinstads församling, tillträde 1880. Den 26 mars 1892 blev han kyrkoherde i Östra Ny församling, tillträdde 1893 och 22 mars 1911 kontraktsprost i Vikbolands kontrakt. Wetterling avled 1931 i S:t Laurentii församling, Söderköping.

### Familj
Wetterling gifte sig första gången 20 september 1881 med Ellen Constance Sofie af Trolle (1858–1897). Hon var dotter till sekundlöjtnant Henrik af Trolle och Hilda Ulrika Agneta Sjöberg. De fick tillsammans barnen Maria Viktoria Hilda Kristina Wetterling (född 1882) som var gift med forstmästaren Nils Gunnar Engström, Hillevi Ellen Wilhelmina Wetterling (född 1884) och hovrättsnotarien Edvin Emanuel Trolle (född 1887).
Wetterling gifte sig andra gången 15 juni 1898 med Elisabeth Terèse af Trolle (född 1867).